# تقنيات التوجيه المدرسي

## تقنيات الضبط والتوجيه المدرسي
إن التطرق لطرق الضبط والتوجيه المستخدمة في الصف أو المدرسة لا يقل أهمية عن توقعات المعلم في نجاحه أو فشله في الإدارة الصفية، فالإدارة الصفية الناجحة تتكامل وطرق الضبط المستخدمة في إنجاح العملية التعليمية.
ومن هنا تبدأ مسؤولية المعلم في التعرف على تقنيات الضبط الملائمة للمواقف التي يتعرض لها والتلاميذ يوميا، ودرايته بهذه التقنيات تمكنه من الانتقاء من بينها ما يتناسب مع الموقف موضع الضبط وشخصيات التلاميذ وأنماط تعلمهم وهوياتهم المختلفة لتساعدهم على تخطي العقبات والتحديات التي تواجههم بل وترفع من مستويات تحصيلهم وتساعدهم على النجاح على الصعيدين الأكاديمي والمهني.
إن مهارتا إدارة الفصل الدراسي وضبطه مهارتان يجب التمكن منهما من قبل المعلمين لما لهما من أثر في أداء المعلم والطلبة، ومع وجود هذا الترابط القوي بين هاتين المهارتين فلا يجوز ذكر احداهما بمعزل عن الأخرى.
فالإدارة الصفية تشير إلى ما يقوم به المعلم من اجراءات وتصرفات روتينية ليغدو الصف بيئة تعليميه ايجابية ميسرة لعملية التعلم والتعليم، في حين أن الضبط الصفي يبحث في الاستراتيجية التي يستخدمها المعلم بهدف التصرف والتعامل مع المشكلة التي تظهر في الصف أو السلوك الذي يقوم به التلميذ.
ومن هنا نأخذ بعين الاعتبار ضرورة الالتفات إلى أن ما يسمى بمشكلات الانضباط في الصف بين التلاميذ تهدد البيئة التعليمة بمجملها بما تستنزفه من الوقت المخصص لعمليتا التعلم والتعليم، وما لذلك من أثر سلبي على نفوس المعلمين ودرجة عطائهم بالإضافة إلى الفوضى التي تشيع بين التلاميذ والتي قد تسلك بهم أحيانيا إلى مسلك لا يرجى ثوابها ولا يحمد عقباها. ومما اتضح معنا من الاثر البالغ لعمليات الضبط الصفي في إنجاح عملية التعلم نورد بعجالة بعض التقنيات الي يمكن للمعلم استخدامها في ضبط سلوكيات الطلبة الصفية التي يواجهها يوميا والتي سنجتهد في شرح كل واحدة منا باسهاب والمواقف الداعية لاختيارها ولعل ذلك يكون قريبا.
عند التحدث التقنيات الي تساعدنا في التغلب على المشكلات الصفية يجب التنويه إلى ضرورة التعرف على سبب المشكلة أو السلوك الذي قام به الطالب ومن ثم الانتقال إلى عملية الانتقاء من بين تقنيات الضبط لنحظى بحلول فاعلة تساعدنا في تهذيب البيئة الصفية وعليه فيما يلي ذكر التقنيات تبعا لاسباب المشكلات كالتالي:
المشكلات التي تتسبب بها سوء الإدارة الصفية:
- على المعلم أن يعيد النظر في كل من الأنشطة الاتعليمية والإدارية التي ينفذها في الصف، والتي يمكن أن تكون مصدرأللملل والتأخير عند الطلبة ويكون ذلك من خلال:
- تنويع الأنشطة الصفية واللاصفية لتتلائم وجميع أنماط التعلم.
- تحفيز الطلبة إذا شعر أن سبب السلوك غير المرغوب هو فقدان الحماس والتحدي.
- مراجعة لائحة القوانين والأنظمة الصفية وقياس مدى فاعليتها من الحد من المشكلات بين الطلبة داخل الغرفة الصفية.
المشكلات الفردية في الصف والتي قد ترجع لتقليد الزملاء والجو العدائي أو عدم الشعور بالطمأنينة أو بسبب تكوين بعض الإتجاهات غير الايجابية تجاه المدرسة والمعلم والمادة:
- على المعلم أن يتعامل مع الطالب بإيجابية أثناء حل المشكلة.
- إشاعة جو الدفء والطمأنينة داخل الغرفة الصفية.
- يعمد إلى تعزيز الطالب المسبب للمشكلة بالثقة بالنفس وعدمة تجاهله والتعامل معه بايجابية.
- الابتعاد كل البعد عن التهديد بالعقاب للطلبة الذين يتسببون بالمشكلات لتلافي تعزيز الرقابة الخارجية دون احداث التغير الإيجابي في نفوسهم.
إبعاد الطالب موضع الضبط عما يمكن أن يجعله مكان سخرية من قبل الآخرين.
- تجنب إصدار الأحكام بسرعة وبعشوائية على التلاميذ.
- الحرص على عدم ربط الطالب موضع المشكلة بالمشكلة نفسها بعد انتهائها.

## خاتمة
يجب أن نتذكر دوما أننا نتعامل مع تلاميذ أطفال يجب أن نراعي قلة خبرتهم وجهلهم وعفويتهم وتسرعهم بالإضافة إلى احتياجات المرحلة التي يمرون بها., واخيرا الطفل هو مصاب يجب علاجه ولا يجب اجتيازه.